# Salvador Imperatore Marcone
Pour les articles homonymes, voir Marcone.
Salvador Imperatore Marcone, né le 11 mars 1950, est un ancien arbitre chilien de football.

## Carrière
Il a officié dans des compétitions majeures : 
- Coupe du monde de football féminin 1991 (3 matchs)
- Coupe du monde de football des moins de 17 ans 1993 (2 matchs)
- Copa Iberoamericana (match retour)
- Copa América 1995 (3 matchs)
- Copa Libertadores 1995 (finale retour)